# آدورلد: اگزادوس ایب
آدوُرلد: اگزادوس اِیب (به انگلیسی: Oddworld: Abe's Exoddus) یک بازی ویدئویی به سبک سکوبازی که توسط شرکت بازی‌سازی آدورلد اینهبیتنتز ساخته شده و شرکت جی‌تی اینتراکتیو آن را منتشر ساخته است. این دومین قسمت از مجموعه بازی‌های آدورلد، و دنبالهٔ نسخه آدورلد: ادیسه ایب به‌شمار می‌رود. این بازی در سال ۱۹۹۸ برای کنسول پلی‌استیشن و مایکروسافت ویندوز در آمریکایی جنوبی، اروپا و استرالیا منتشر شده‌است و در سال ۱۹۹۹ نسخه ژاپنی آن با نام ایب ۹۹ (به ژاپنی: エイブ99 Eibu Nainti Nain) برای پلی‌استیشن منتشر گردید.
این قسمت نیز همانند نسخه پیشین مورد تحسین منتقدین قرار گرفت. منتقدین قابلیت جدیدی که به بازیکن اجازه ذخیره بازی در مکان‌های دلخواه را می‌داد، مورد تقدیر قرار دادند (ویژگی که در نسخه اول امکان پذیر نبود). این بازی با میانگین امتیاز ۹۰.۴۲٪  و ۸۸ از ۱۰۰ به ترتیب در وب‌گاه‌های گیم‌رنکینگز و متاکریتیک قرار دارد.

## روند بازی
اگزادوس اِیب یک بازی دوبعدی به سبک سکوبازی است. بسیاری از عناصرهای موجود در نسخه قبل در این نسخه نیز وجود دارند. همانند نسخه پیشین هر قسمت از بازی در صفحه‌ای جداگانه نمایش داده می‌شود. در این قسمت از سیستم صحبت بازی استفاده‌های بیشتری شده‌است. همچنین بازی دارای پایان خوب و بد می‌باشد. بر خلاف قسمت اول مودوکان‌ها دارای وضعیت روحی و جسمی بد یا خوب هستند که نسبت به این وضعیت‌ها به بازیکن پاسخ می‌دهند. آن‌ها ممکن است خشمگین، افسرده، بیمار یا کور باشند که با هر کدام از این حالت‌ها باید برخورد مناسب خود صورت بگیرد. وضعیت مودوکان‌های خشمگین و افسرده با سیستم صحبت کردن تغییر خواهد کرد در حالی که نوع بیمار فقط با یک نوای خاص بهبود می‌یابد و مودوکان‌های کور نیز فقط از صدای بازیکن پیروی کرده و دنبال او می‌روند و باید به آن‌ها فرمان حرکت یا ایست داد. محیط‌های زیبا، کنترل خوب، معماهای زیاد و دشوار اما به همان اندازه همراه با پاداش این بازی را تبدیل به یک بازی ارزشمند کرده است.